# Droga wojewódzka 454
Die Droga wojewódzka 454 (DW 454) ist eine Droga wojewódzka (Woiwodschaftsstraße) in der polnischen Woiwodschaft Opole. Diese Route verbindet Opole mit Namysłów sowie die Droga krajowa 45, die Droga krajowa 46 und die Droga krajowa 94. Die Straße liegt im Powiat Opolski und im Powiat Namysłowski.

## Orte an der Droga wojewódzka 454
- Opole
- Czarnowanz
- Klein Döbern
- Groß Döbern
- Kupp
- Ładza
- Pokój
- Zieleniec
- Świerczów
- Biestrzykowice
- Jastrzębie
- Ziemiełowice
- Namysłów.

## Straßenverlauf
Woiwodschaft Opole
- Opole (Oppeln) (DK 45 / DK 46 / DK 94)
- Dobrzeń Mały (Klein Döbern) (DW 465)
- Dobrzeń Wielki (Groß Döbern) (DW 457)
- Kup (Kupp) (DW 461)
- Namysłów (Namslau) (DK 39)